# Permanent Midnight
Permanent Midnight är en amerikansk långfilm från 1998 i regi av David Veloz, med Ben Stiller, Maria Bello, Elizabeth Hurley och Owen Wilson i rollerna. Filmen bygger på manusförfattaren Jerry Stahls egna autobiografi med samma namn.

## Handling
Jerry har knarkproblem. Han tar sig till Los Angeles och med hjälp av en vän får han ett heltidsjobb som manusförfattare på komediserien Mr. Chompers. Han försöker jonglera sina allt tyngre drogproblem med sitt jobb, men till slut går det hela inte längre och han får sparken.

## Rollista
| Ben Stiller       | – Jerry Stahl     |
| Maria Bello       | – Kitty           |
| Elizabeth Hurley  | – Sandra          |
| Owen Wilson       | – Nicky           |
| Lourdes Benedicto | – Vola            |
| Janeane Garofalo  | – Jana Farmer     |
| Fred Willard      | – Craig Ziffer    |
| Connie Nielsen    | – Dagmar          |
| Liz Torres        | – Dita            |
| Peter Greene      | – Gus             |
| Cheryl Ladd       | – Pamela Verlaine |
| Sandra Oh         | – En vän          |
| Jerry Stahl       | – Dr. Lazarus     |